# Étrun
Étrun (Nederlands: Stroom) is een gemeente in het Franse departement Pas-de-Calais (regio Hauts-de-France) en telt 326 inwoners (1999). De plaats maakt deel uit van het arrondissement Arras.

## Geografie
De oppervlakte van Étrun bedraagt 2,2 km², de bevolkingsdichtheid is 148,2 inwoners per km².
De onderstaande kaart toont de ligging van Étrun met de belangrijkste infrastructuur en aangrenzende gemeenten.

## Demografie
Onderstaande figuur toont het verloop van het inwonertal (bron: INSEE-tellingen).